# پارک ملی نومروگ
پارک ملی نومروگ (انگلیسی: Numrug National Park) یک پارک ملی در استان دارناد در کشور مغولستان است.